# Ordinariat (Behörde)

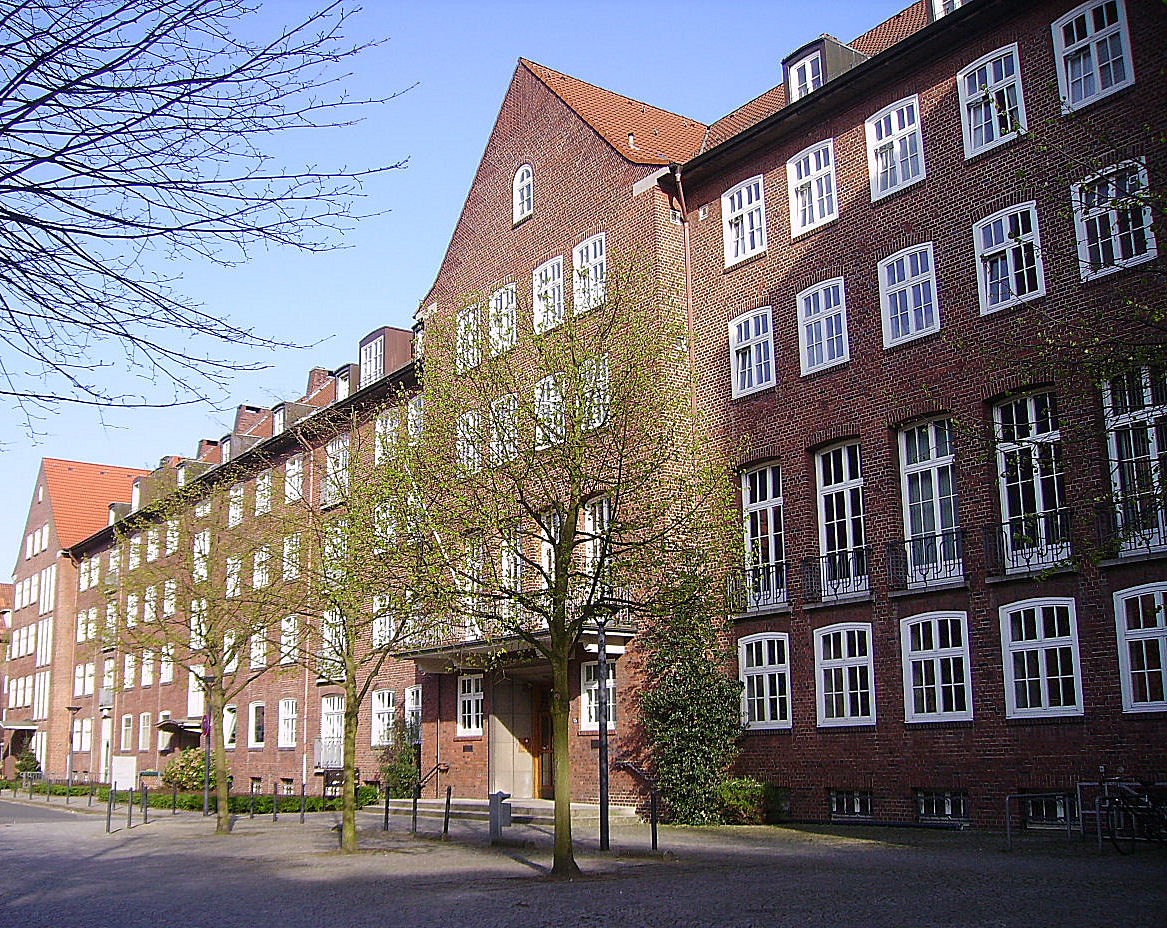
Erzbischöfliches Generalvikariat der Erzdiözese Hamburg

Das Ordinariat (von lateinisch episcopus ordinarius „Diözesanbischof“) oder Generalvikariat ist in der römisch-katholischen Kirche die zentrale Verwaltungsbehörde einer Diözese und unterstützt den Ortsordinarius in der Verwaltung. Die Leitung hat für gewöhnlich ein Generalvikar inne, der als Stellvertreter des Bischofs und mit stellvertretender ordentlicher Gewalt oder Vollmacht ausgestattet für die Verwaltungsaufgaben zuständig ist (131  CIC).
Häufig ist der Generalvikar auch Moderator der Kurie. Die Größe der Kurie ist sehr unterschiedlich. In St. Clemens in Saratow besteht sie aus dem Bischof, dem Generalvikar und zwei Ordensschwestern. Auch in Lateinamerika haben nur vergleichsweise wenige Bistümer ein Ordinariat mit mehr als einem Dutzend Mitarbeiter. In Deutschland sind die Ordinariate aufgrund der reichlich fließenden Kirchensteuer wesentlich größer. Die personelle Zusammensetzung, Aufgaben und Arbeitsweisen legt der Diözesanbischof fest. Häufig haben Mitglieder des Domkapitel auch leitende Funktionen im Ordinariat inne, was eine Abgrenzung zwischen den beiden Gremien sehr schwierig macht. Das Domkapitel ist für die Verwaltung der Kathedrale zuständig.
Als kuriale Behörde ist das Ordinariat neben dem Offizialat (Kirchliches Gericht) Teil der Diözesankurie.

## Liste von Ordinariaten deutscher Diözesen
- Erzbischöfliches Ordinariat Bamberg
  - Bischöfliches Ordinariat Eichstätt
  - Bischöfliches Ordinariat Speyer
  - Bischöfliches Ordinariat Würzburg
- Erzbischöfliches Ordinariat Berlin
  - Bischöfliches Ordinariat Dresden-Meißen
  - Bischöfliches Ordinariat Görlitz
- Erzbischöfliches Ordinariat Freiburg
  - Bischöfliches Ordinariat Mainz
  - Bischöfliches Ordinariat Rottenburg-Stuttgart
- Erzbischöfliches Generalvikariat Hamburg
  - Bischöfliches Generalvikariat Hildesheim
  - Bischöfliches Generalvikariat Osnabrück
- Erzbischöfliches Generalvikariat Köln
  - Bischöfliches Generalvikariat Aachen
  - Bischöfliches Generalvikariat Essen
  - Bischöfliches Ordinariat Limburg
  - Bischöfliches Generalvikariat Münster
    - Bischöflich Münstersches Offizialat in Vechta

  - Bischöfliches Generalvikariat Trier
- Erzbischöfliches Ordinariat München
  - Bischöfliches Generalvikariat Augsburg
  - Bischöfliches Ordinariat Passau
  - Bischöfliches Ordinariat Regensburg
- Erzbischöfliches Generalvikariat Paderborn
  - Bischöfliches Ordinariat Erfurt
  - Bischöfliches Generalvikariat Fulda
  - Bischöfliches Ordinariat Magdeburg